# Vittajoki (vattendrag, lat 68,15, long 23,48)
Vittajoki är ett vattendrag i Finland.   Det ligger i landskapet Lappland, i den norra delen av landet, 900 km norr om huvudstaden Helsingfors.